# Duguetia ulei
Duguetia ulei é uma espécie de magnólia. Foi descrito pela primeira vez por Friedrich Ludwig Diels, e recebeu o nome exato por Robert Elias Fries. Duguetia ulei pertence ao gênero Duguetia, e à família Annonaceae.